# 1525
1525 је била проста година.

## Догађаји

### Фебруар
- 24. фебруар – Шпанци под командом маркиза од Пескаре победили француско-швајцарску војску у бици код Павије у Италији.
- 28. фебруар — Шпански освајач Ернан Кортес погубио последњег астечког цара Куаутемока.

## Смрти

### Јануар
- 5. мај — Фридрих III, саксонски кнез